# جان ريبو (المستكشف)

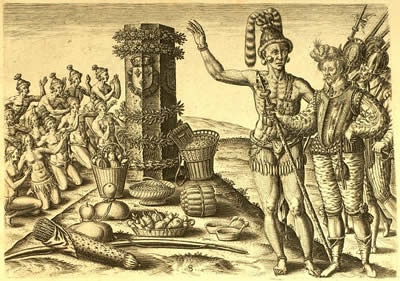
أتور ، ابن ملك قبيلة التيموقة ساتوريوا ، يظهر نصب القائد لودونيير التذكاري الذي وضعه ريبو.

كان جان ريبو (1520-12 أكتوبر 1565) ضابطًا في البحرية الفرنسية وملاحًا ومستعمرًا جنوب شرق الولايات المتحدة. قام بدور بارز خلال المحاولات الفرنسية لاستعمار فلوريدا. قاد ريبو رحلة استكشافية إلى العالم الجديد في عام 1562 تحت قيادة الأدميرال جاسبارد دي كوليجني ، أسست مستعمرة تشارلزفورت في جزيرة باريس في ولاية كارولينا الجنوبية الحالية. بعد ذلك بعامين ، تولى قيادة مستعمرة فورت كارولين الفرنسية التي تعرف الآن بمدينة جاكسونفيل في فلوريدا. مات هو والعديد من أتباعه على أيدي الجنود الإسبان خلال مذبحة ماتانزاس إنليت.

## سيرة شخصية

### النشأة والمستعمرة الأولى
ولد ريبو في مدينة ديابة في عام 1520. دخل البحرية الفرنسية تحت قيادة الأدميرال جاسبار دي كوليجني . في عام 1562 ، اختاره كوليجني لقيادة رحلة استكشافية إلى العالم الجديد لتأسيس مستعمرة. غادر ريبو فرنسا في 18 فبراير بأسطول مكون من 150 مستعمرًا. تشير وثيقة تم اكتشافها مؤخرًا إلى أن البحار البرتغالي بارتولوميو بورجيس قد تم إرشادهم إلى فلوريدا.  بعد عبور المحيط الأطلسي ، اكتشفوا مصب نهر سانت جونز في جاكسونفيل ، فلوريدا حاليًا.  أطلق عليه اسم "نهر ماي" ، نسبة لشهر مايو وقت اكتشاف النهر، وأقام عمودًا حجريًا يطالب بالإقليم لفرنسا.  ثم تقدم أسطول ريبو شمالًا ، ورسم المزيد من الخط الساحلي ولاحظ العديد من الأنهار. في النهاية ، جاءوا إلى Port Royal Sound في ساوث كارولينا حاليًا ، واختار ريبو إنشاء مستوطنة في جزيرة باريس ، إحدى جزر البحر قبالة الساحل. أشرف ريبو على تصميم حصن صغير سمي تشارلزفورت تكريما للملك الفرنسي تشارلز التاسع . ترك ريبو 27 رجلاً تحت قيادة ألبرت دي لا بيريا لإدارة الحصن وسرعان ما أبحر إلى فرنسا. 

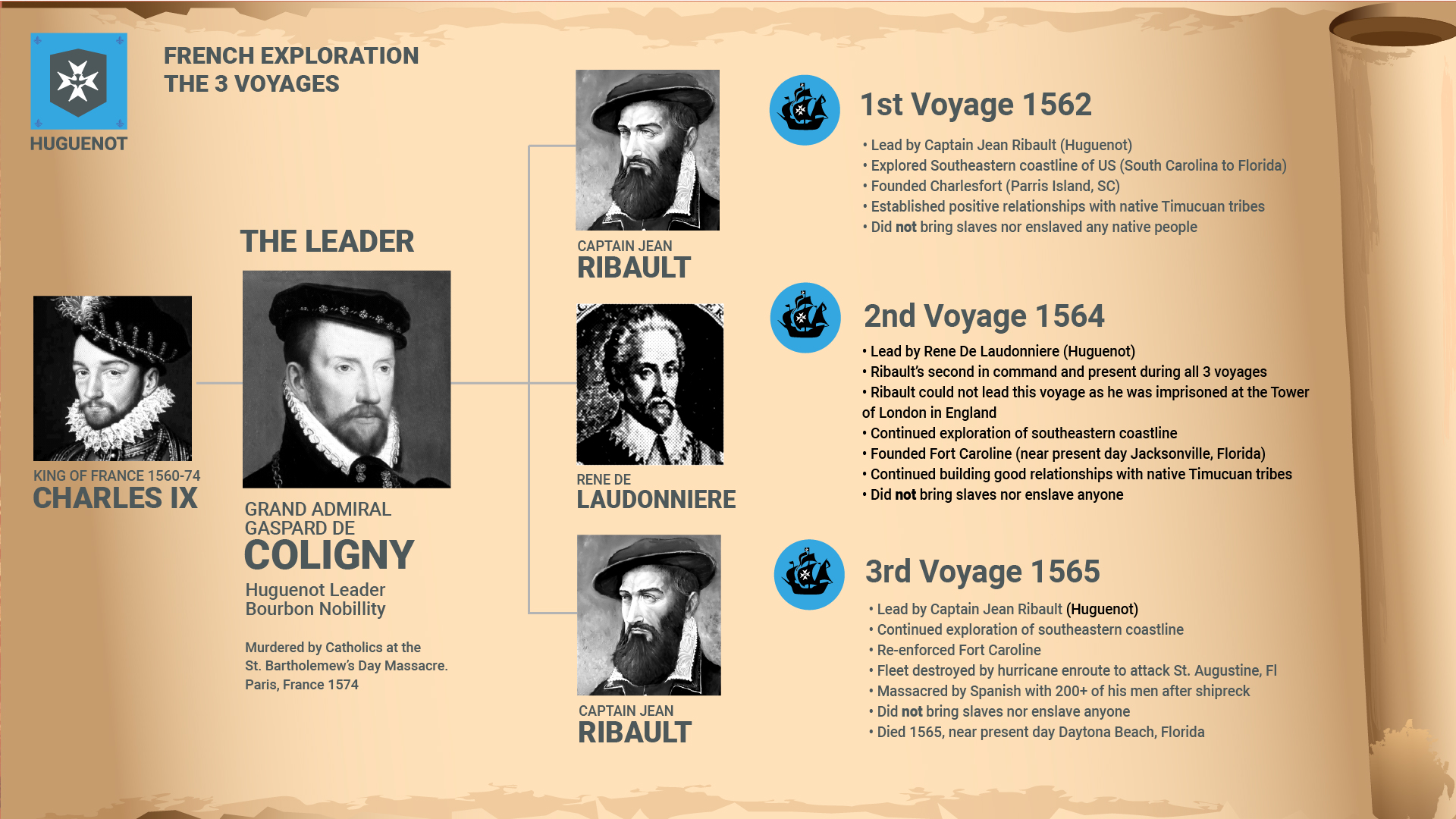
وصف مبسط لرحلات جان ريبو

كانت نية ريبو هي جمع الإمدادات لقلعة تشارلزفورت والعودة بحلول نهاية العام. عندما وصل إلى لوهافر ، اكتشف أن الحروب الدينية الفرنسية قد اندلعت بين الأغلبية الكاثوليكية والبروتستانت الهوغونوتيين. ساعد ريبو الهوغونوتيون في ديابة لكنه اضطر إلى الفرار إلى إنجلترا عندما سقطت المدينة. أثناء وجوده في إنجلترا ، تمكن من كسب المؤيدين مع الملكة إليزابيث الأولى ونظم لخطة الاستقرار في أمريكا. ومع ذلك ، على الرغم من هذا الترحيب الحار ، سرعان ما تم القبض عليه واحتجازه في برج لندن كجاسوس. خلال الفترة التي قضاها في إنجلترا ، وربما أثناء وجوده في السجن ، كتب ريبو رواية عن الرحلة ، والتي وصل إلينا منها فقط الترجمة الإنجليزية. 